# Nomada babai
Nomada babai är en biart som beskrevs av Kazuhiko Tsuneki 1986. Nomada babai ingår i släktet gökbin, och familjen långtungebin. Inga underarter finns listade i Catalogue of Life.